# Модрина європейська (2 екз)
Модрина європейська (2 екз)  — об'єкт природно-заповідного фонду Львівської області, ботанічна пам'ятка природи місцевого значення.
Пам'ятка природи була створена рішенням обласної ради від 9 жовтня 1984 року № 495 з метою збереження дерева виду модрини європейської. Перебуває у віданні міськжитлоуправління м. Львова.
Місцерозташування: м. Львів, вул. Квітнева, 4.
15 жовтня 2002 року було прийняте рішення Львівської обласної ради № 56 «Про впорядкування природно-заповідного фонду Львівської області». Згідно з цим рішенням, на основі подання Державного управління охорони навколишнього природного середовища у Львівській області від 3.07.2002 року № 04-04-4080 зі складу природно-заповідного фонду Львівської області було вилучено 13 ботанічних пам'яток природи, серед яких і ця пам'ятка. Причиною скасування є те, що обидва дерева знищені вітровалом.